# کوین پانیویتز
کوین پانیویتز (انگلیسی: Kevin Pannewitz؛ زادهٔ ۱۶ اکتبر ۱۹۹۱) بازیکن فوتبال اهل آلمان است.
از باشگاه‌هایی که در آن بازی کرده‌است می‌توان به باشگاه فوتبال هانزا روستوک و باشگاه فوتبال وولفسبورگ اشاره کرد.